# 南巴特勒 (紐約州)
南巴特勒（英語：South Butler）是位於美國紐約州韋恩縣的非建制地區。

## 歷史
南巴特勒的郵局自1832年營運至今。

## 地理
南巴特勒所處的海拔為高於海平面122米（即400英呎），而該地所採用的時區為UTC-5，即北美东部时区（EST）。同時該地設有夏令時間，為UTC-5調快一小時，即UTC-4（EDT）。